# Муминов, Ибрагим Муминович
Ибраги́м Муми́нович Му́минов (узб. Ibrohim Mo'minov , 7 ноября 1908, село Тезгузар, Бухарский эмират — 22 июля 1974, Ташкент — советский философ и историк. Доктор философских наук, профессор, академик Академии наук Узбекской ССР, заслуженный деятель науки Узбекской ССР. Основатель философской школы в Узбекистане.

## Биография

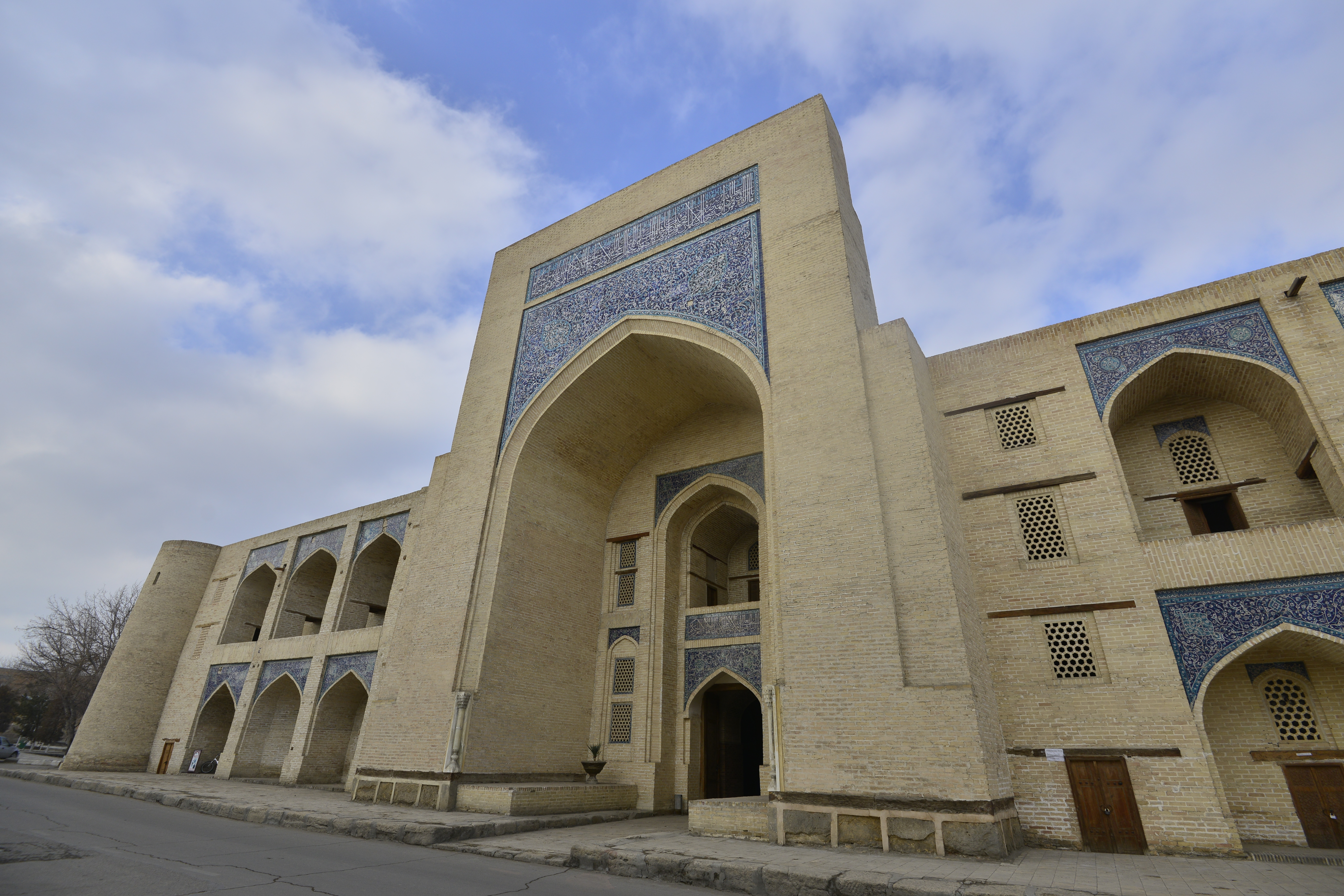
медресе Кукельдаш в Бухаре

Ибрагим Муминов родился в 1908 году в селе Тезгузар Шафирканского тумана находившемся тогда на территории Бухарского эмирата. Шафирканский туман был родиной суфийского мыслителя Орифа Ревгари, мыслителя Ахмад Дониша (1827—1897).
Родители И. М. Муминова происходили из семей, представители которых закончили медресе в Бухаре. Отец И. М. Муминова Абдулмумин Файзуллабаев ввиду экономического кризиса в Бухарском эмирате вынужден был заниматься торговлей. Он свободно читал, писал и изъяснялся на родном узбекском, а также таджикском, казахском и русском языках. Мать И. М. Муминова — Магфират — открыла школу для девочек в Тезгузаре. Она знала большое число пословиц и поговорок, которые часто цитировала.
Она оказала огромное влияние на воспитание и образование детей, вложив много труда в домашнее образование, её дети учили стихи известных поэтов, перечитывали различные книги и пересказывали их друг другу. Не случайно, И.Муминов в год своего 60-летия дал интервью журналу «Фан ва турмуш», которое было названо «Устозим-волидам» (моя мать — моя учительница).
В доме была значительная семейная библиотека, в состав которой входили произведения А.Яссеви, А.Навои, А.Джами, Хафиза Ширази, Саади, Б.Машраба, Суфи Аллаяра и др. Особенно часто читалась поэма Саади Гулистан.
И. М. Муминов первоначально учился в мактабе — мусульманской школе, а после 1920 года, появились возможности учёбы в советской школе. В 1922—1927 годах он учился в Институте просвещения в Бухаре, с 1925 года был преподавателем в школе. Это был сложный и противоречивый период перехода от традиционного мусульманского общества к советскому.

## Учёба в Самарканде и учителя
Педагогическая академия в Самарканде сыграла важную роль в дальнейшем развитии системы высшего образования в республике. За время существования педагогического вуза (до 1933 г.) его коллективом была проделана большая работа по организации учебного процесса, научно-исследовательской и общественной деятельности, по укреплению материальной базы факультетов и подготовке новых отрядов специалистов с высшим образованием. Благодаря помощи старшего брата партийного работника Араббоя Муминова, И.Муминов в конце 1920-х годов продолжил учёбу в столице Узбекистана — Самарканде, где закончил общественно-экономический факультет Узбекской педагогической академии по специальности «историк, философ» в 1931 году.
Среди учителей И. М. Муминова были такие учёные как: В. Л. Вяткин, С. Айни, П. Салиев, А. Фитрат и др. В. Л. Вяткин (1869—1932) — российский и советский археолог, историк-востоковед, близко сотрудничавший с В.Бартольдом. Абдурауф Фитрат (1885—1937), узбекский и советский историк, филолог, переводчик, писатель, поэт, один из основоположников современной узбекской литературы, один из известных представителей среднеазиатского джадидизма. С.Айни (1878—1954) таджикский советский писатель, общественный деятель и учёный, автор трудов по истории и литературе народов Средней Азии. Основоположник таджикской советской литературы и один из зачинателей узбекской советской литературы. П. М. Салиев (1882—1937) тюрколог-историк. Активно участвовал в подготовке капитального труда по истории Узбекистана с древнейших времен до современности. В 1935 году возглавил первую в истории Центральной Азии кафедры истории Средней Азии в Самаркандском университете.
В эти годы в Педагогической академии в Самарканде учились такие выдающиеся деятели как: будущий таджикский советский драматург и поэт, лауреат Государственной премии Таджикской ССР им. Рудаки Абдулло Гани, писатели и поэты Миртемир, Усман Насыр, Манзура Собирова, Убай Арифов, Мухаммадкул Нарзикулов и др.
Сокурсником И.Муминова был Хами́д Алимджа́н (1909—1944) — узбекский поэт, драматург, литературный критик, представитель узбекской поэтической классики XX столетия.

## Деятельность в Самарканде

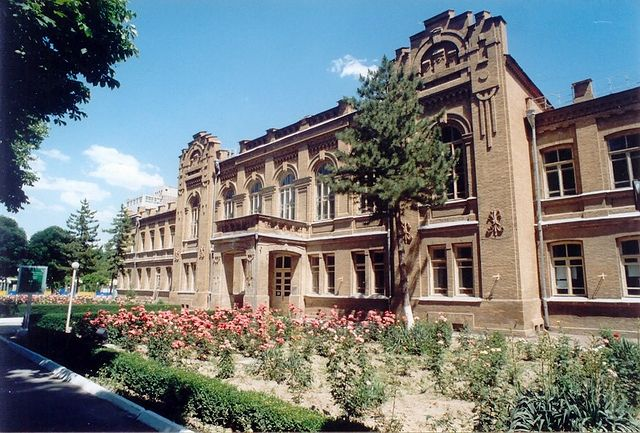
Одно из зданий СамГУ

Становление И. М. Муминова как выдающегося ученого, преподавателя и организатора науки в стенах Самаркандского Государственного университета показывает насколько был высокий интеллектуальный уровень его окружения в те годы. С 1931 года преподаватель в Самаркандском государственном университете, где работал вместе с такими выдающимися писателями как С. Айни, А.Фитрат, Х.Алимджан, историками Б.Салиевым, Я.Гулямовым и др.
Кроме родного узбекского и русского языков, И. М. Муминов свободно владел таджикским и казахскими языками.
20 января 1933 года в городе Самарканде Государственная Педагогическая Академия им. Икрамова была преобразована в Узбекский Государственный университет. В состав университета поначалу входили шесть факультетов: исторический, филологический, физико-математический, химический, геолого-географический и медицинский. И. М. Муминов был активным участником создания университета. В 1933 году был назначен деканом объединённого литературного факультета. С 1933 по 1935 год был деканом исторического факультета СамГУ. До 1941 года заведовал кафедрой философии.
В 1937 году НКВД по ложному доносу арестовало его брата Араббоя Муминова. Брат был приговорен к десяти годам сталинских лагерей. Спустя несколько лет умерла и жена брата. В этой тяжелой обстановке И.Муминов проявил мужество и взял на себя заботу о детях старшего брата, которых было трое. Один из его племянников — В. А. Муминов впоследствии стал известным ученым в Узбекистане. Кроме этого, у И.Муминова было трое своих детей. Приходилось работать и подрабатывать каждый день с утра до позднего вечера.
В 1941 году И.Муминов защитил кандидатскую диссертацию по философии Гегеля.
В 1943 году филиал АН СССР в Узбекистане переорганизовывается в Академию наук Узбекской ССР (АН УзССР), членами которой стали 11 академиков — учредителей, 18 членов-корреспондентов. И.Муминов участвовал в организации Академии наук Узбекской ССР и в том же 1943 году был избран её членом-корреспондентом.
В 1950 году защитил докторскую диссертацию в Институте философии АН СССР. Его консультировали такие крупные учёные как: С.Айни, а также Е. Э. Бертельс (1890—1957), известный востоковед, член-корреспондент АН СССР.
В 1944—1955 годах заведующий кафедрой философии в СамГУ.
В 1970 году И.Муминов выступил с предложением организовать подготовку специалистов-астрономов при СамГУ, открыв астрономический факультет. Планировалось создание университетского городка вокруг руин обсерватории Мирзо Улугбека, восстановление обсерватории на соседнем холме. Однако ранняя смерть И.Муминова и осуждение изучения Тимуридского наследия советскими органами власти не дали сбыться плану.

## Деятельность в Ташкенте
Директор института истории и археологии Академии наук Узбекской ССР (1955—1956). По инициативе И.Муминова в Институте истории АН УзССР были созданы новые отделы: «История Великой Отечественной войны», «История орошения», «Историографии»
В 1956 году был избран академиком Академии наук Узбекской ССР, вице-президент Академии наук Узбекской ССР (1956—1974).
Организатор и первый директор института философии и права Академии наук Узбекской ССР (1958—1959).
В 1959—1974 годах профессор Ташкентского государственного университета. С 1960-х годов Ибрагим Муминов создает сектор эстетики в Академии наук Узбекистана. Были приняты первые аспиранты и молодые люди отправлены в Москву для учёбы. Студенты, которые ездили в Москву, успешно защищали свои диссертации по эстетике, философии и художественной критике.
Председатель Республиканского общества «Знание» (1958—1974).
Председатель Среднеазиатского отделения Советской социологической ассоциации с апреля 1974 года.
Перу И. М. Муминова принадлежит более 200 публикаций по различным вопросам философии и истории. Под его руководством были защищены более 100 кандидатских и 30 докторских диссертаций по философии.
Депутат Верховного Совета Узбекской ССР (4 созывов). И.Муминов с 1966 по 1974 годы был председателем постоянной комиссии по иностранным делам Верховного Совета Узбекской ССР.
Дважды лауреат Государственной премии Узбекской ССР имени Беруни (1960,1968).

## Доклады на Всесоюзных и международных конгрессах
И. М. Муминов был в числе главных организаторов первой Всесоюзной конференции востоковедов в Ташкенте, которая прошла в июле 1957 года. В ней приняли участие востоковеды со всего Советского Союза, а также Китая, Чехословакии, Монголии, Вьетнама, Румынии.
В 1956 году И. М. Муминов выступал на III сессии философского конгресса в Пакистане.
Выступал с научными докладами в различных странах: Италии, Франции, Венгрии, Чехословакии, Греции, Пакистане, Афганистане и др.
В 1960 году И.Муминов возглавил узбекскую делегацию на XXV международном конгрессе востоковедов в Москве.
В 1973 году впервые в истории знаменитого Сорбоннского университета (Франция) на 29-м международном конгрессе востоковедов И. М. Муминов по просьбе организаторов читал доклад на узбекском языке по вкладу Абу Рейхана Бируни в мировую науку.
В 1973 году И. М. Муминов выступал на XV Всемирном конгрессе по философии в Варне (Болгария).

## Вклад в изучение истории Самарканда

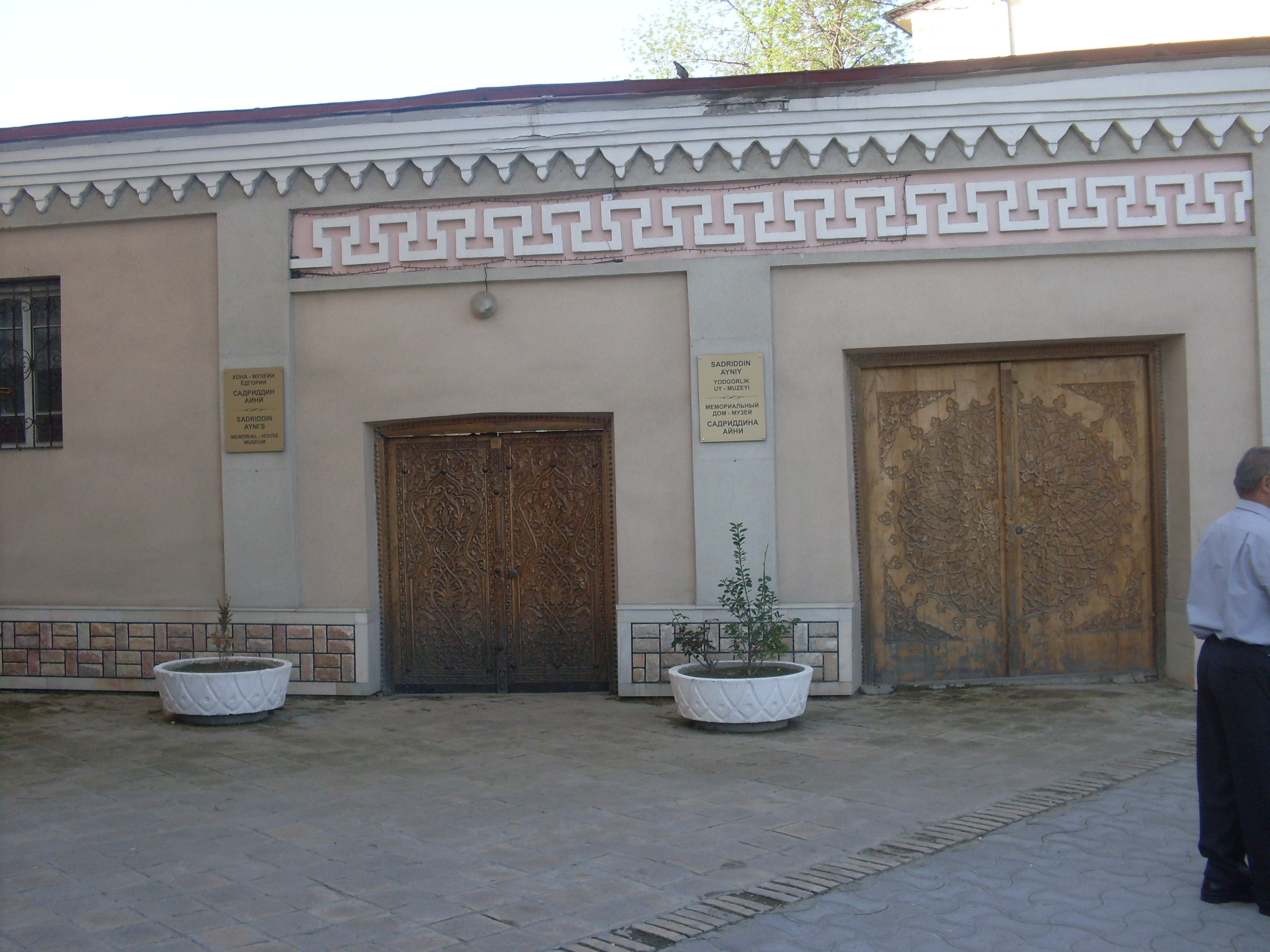
Дом-музей Садриддина Айни в Самарканде

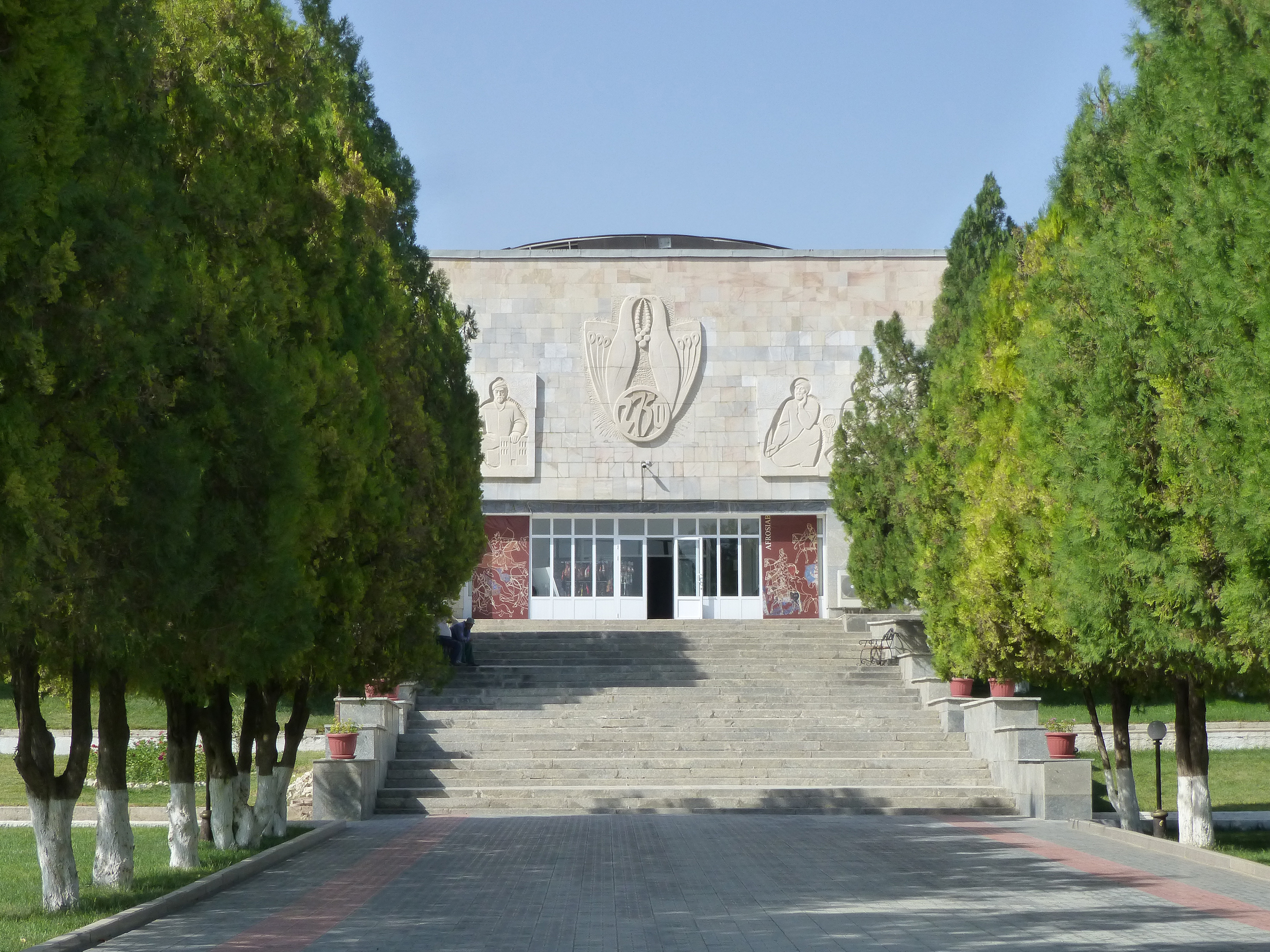
Музей истории основания Самарканда, основанный по инициативе И.Муминова в Самарканде

И.Муминов в условиях либерализации послесталинской эпохи старался организационно осуществить нереализованные планы своих учителей: В.Вяткина, П.Салиева, М.Саиджанова по изучению богатой истории Самарканда.
И.Муминов был инициатором и организатором конференции в 1970 году, посвященной 2500-летию Самарканда. К этой дате был образован Институт Археологии АН РУз и перенесен из Ташкента в Самарканд. В связи с празднествами 2500-летия Самарканда был открыт Музей истории основания Самарканда, а также впервые в истории Узбекской ССР был возведен памятник Мирзо Улугбеку. Был также возведен памятник классикам восточной поэзии А.Джами и А.Навои.
Под редакцией И. М. Муминова была подготовлена и издана двухтомная история Самарканда с древнейших времен до 1969 года.
По инициативе И.Муминова в 1964 году было принято решение о создании музея в Самарканде для его учителя С.Айни. В 1967 году музей был торжественно открыт.
В 1960-х годов И.Муминов при поддержке Ш.Рашидова разрабатывал идею широкого изучения истории высшего образования — системы медресе в Самарканде. Планировалось восстановить систему образования в медресе Мирзо Улугбека и отпраздновать 550-летие медресе в 1970 году, однако инициатива натолкнулась на противодействие реакционеров как в Узбекистане, так и за его пределами. Только после обретения Узбекистаном независимости в 2000 году академик Б.Валиходжаев попытался возродить эту идею в другом формате.

## Вклад в изучение духовного и философского наследия мыслителей Средней Азии и мусульманского Востока
Основная научная деятельность И. М. Муминова была связана с изучением философского наследия народов Средней Азии. И. М. Муминов проанализировал взгляды просветителей-демократов XIX — начала XX в. Ахмада Дониша, Фурката, Завки, Мукими, Хамзы,  Айни и других известных просветителей, писателей, поэтов.
И.Муминов был одним из инициаторов осуществления учёными Казахстана, Киргизии, Таджикистана, Туркменистана и Узбекистана совместных исследований, в которых выявляются взаимосвязи и взаимовлияния народов и культур, общность их исторических судеб.
Большое внимание уделял И. М. Муминов изучению научного наследия титанов средневековой мысли Абу Рейхана аль-Бируни и Абу Али ибн Сины.
И. М. Муминов был одним из главных организаторов переводов на русский и узбекские языки произведений Ибн Сины, Абу Рейхана аль-Бируни, Наршахи, Махмуда Кашгари, Ахмада Дониша, Алишера Навои.
И. М. Муминов был одним из авторов Истории философии СССР том 1, опубликованной в 1968 году в Москве.
И. М. Муминов выступил организатором ряда конференций, посвящённых 1000-летию Абу Рейхана аль-Бируни.
И.Муминов был инициатором подготовки перевода и публикации книги бухарского мыслителя Ахмада Дониша (1827—1897) «Редкостные события» в 1964.
В 1971 году по инициативе И.Муминова в Ташкенте в Институте востоковедения была проведена юбилейная научная сессия, посвящённая 650-летию великого персидского поэта Хафиза Ширази.
Его работы оказали большое влияние на деятельность философов соседних среднеазиатских республик и Казахстана.

## Изучение Тимуридского культурного наследия

Памятник Улугбеку в Самарканде, 1970 г. Скульптор Мухтар Набиевич Мусабаев

В многогранной деятельности И. М. Муминова отдельное место занимает его вклад в изучение наследия Амир Тимура и Тимуридов. В 1941 году была опубликована его статья «Алишер Навои — великий просветитель». Одной из тем его исследований было философское наследие Абдулкадыра Бедиля, жившего в бабуридской Индии. В 1957 году была опубликована монография И. М. Муминова «философские взгляды Мирзы Бедиля».
В 1958 году И. Муминов был одним из главных организаторов первой научной конференции в Узбекской ССР, посвящённой 475-летию Захир аддин Мухамад Бабура, где он выступил на открытии. В связи с 2500-летним юбилеем Самарканда по инициативе И. М. Муминова профессором Х. Сулеймановым было подготовлено издание миниатюр к «Бабур-наме».
В 1960-е годы он стал всё большее внимание уделять вопросам всеобщего изучения Тимуридского наследия. В 1964 году по инициативе И.Муминова в Самарканде была проведена региональная конференция, посвящённая 550-летию А.Джами. В 1965 году были изданы статьи И.Муминова по философскому наследию Абдурахмана Джами. В 1967 году вышли статьи И. Муминова по наследию ученика Мирзо Улугбека — мыслителя и астронома Али Кушчи.
В связи с готовящимся празднованием 525-летнего юбилея поэта Алишера Навои в декабре 1966 года делегация учёных Академии наук Узбекистана в составе академиков И. М. Муминова, Т. Н. Кары-Ниязова, В. Ю. Захидова и Х.Сулейманова побывала в Афганистане. В своей поездке члены делегации отдельное внимание уделили родине Алишера Навои — городу Герату и его достопримечательностям. Здесь они встретились с учёным-историком Фикри Сельджуки, директором Гератского музея Мухаммад Али Гаввасом и посетили мавзолей Алишера Навои. Затем делегация во главе с И. М. Муминовым посетила гробницы наставника А.Навои Абдурахмона Джами, известного теолога Ходжа Ансори, царицы Гавхар шад-бегим, могилу одного из сыновей Султан Хусейна Байкары (1437—1506), ханаку, построенную Шахрухом (1405—1447) и ханаку, воздвигнутую на средства Алишера Навои. Члены делегации побывали и в городе Газни, где посетили гробницы Махмуда Газневи (998—1030) и его потомков. По инициативе И. М. Муминова были сделаны следующие предложения: создать музей Алишера Навои в Герате, о включении в состав будущих археологических экспедиций в Афганистане учёных из Узбекистана, о привлечении лучших мастеров-реставраторов из Афганистана для реставрации исторических архитектурных памятников в Самарканде, Бухаре и Хиве, о направлении молодых стажёров-реставраторов из Узбекистана в Афганистан, о создании специальной археографической экспедиции для поисков и исследования рукописных произведений Алишера Навои, хранящихся в библиотеках Афганистана.
В феврале 1968 года по инициативе И.Муминова в Узбекистане широко отмечалось 525-летие Алишера Навои.
В июле 1968 года была опубликована книга И. М. Муминова «Роль и место Амир Темура в истории Средней Азии». Несмотря на критику отдельных историков, академик Я.Гулямов при поддержке московской группы историков включили некоторые положения книги И.Муминова в статью о Тимуре в Советской исторической энциклопедии
По инициативе Ибрагима Муминова было предпринято факсимильное издание «Уложения Темура» (Ташкент, «Фан», 1968 г.) с предисловием Н. Остроумова. При поддержке академика Я.Гулямова были организованы археологические экспедиции по изучению дворцово-парковых комплексов Тимура (раскопки проводил У.Алимов).
В апреле 1969 года по инициативе И. Муминова в Ташкенте была проведена юбилейная научная конференция, посвящённая 575-летию со дня рождения Мирзо Улугбека.
В сентябре 1969 года И. Муминов вместе с академиком Б.Гафуровым были инициаторами организации международного симпозиума ЮНЕСКО по искусству эпохи Тимуридов (Самарканд, 1969 год).
В отличие от позиции официальной советской исторической науки, по которой утверждалось, что обсерватория Мирзо Улугбека была разрушена сразу после его смерти в 1449 году, И.Муминов утверждал, что обсерватория работала почти до 1490-х годов. И.Муминов проявил инициативу о сооружении памятника Мирзо Улугбеку в Самарканде и, тем самым, он осуществил мечту своего учителя В.Вяткина.
По инициативе И. Муминова в 1972 г. Асомиддин Урунбаев подготовил и издал в Ташкенте рукопись произведения «Зафар-наме» историка эпохи Тимура Шараф ад-дина Али Йазди на персидском языке, датируемой XVII веком.
К сожалению, попытки всестороннего изучения наследия эпохи Амир Тимура и Тимуридов натолкнулись на идеологическое противодействие советских идеологических органов и уже к 1975 году исследования в этой области были резко сокращены. Лишь после 1989 года вновь появились возможности для изучения истории этого периода. В 1993 году книга И. Муминова «Роль и место Амир Темура в истории Средней Азии» была переиздана.

## Основатель первой Узбекской энциклопедии
И.Муминов был первым главным редактором первой Узбекской советской энциклопедии. Специалисты под его руководством впервые составили принципы создания энциклопедии, которая явилась первой советской энциклопедией в Центральной Азии, и позже послужила примером для составления энциклопедий в других советских центральноазиатских республиках. Принципы формирования статей Узбекской энциклопедии, инициатором и главным редактором которой был И. Муминов, создаваемой в условиях советской политической и идеологической системы, вызвали ассоциации у западных учёных с наследием джадидов начала XX века.

## Редакторская деятельность
Главный редактор журнала «Общественные науки в Узбекистане» (1957—1974), который стал первым в Центральной Азии периодическим органом в сфере гуманитарных наук. Уже в те годы подписчиками журнала стали учёные и учреждения таких стран как США, Германия, Великобритания, Франция, Япония и др.
Первый главный редактор журнала «Фан ва турмуш» (Наука и жизнь) (1957). Редактор ряда научных изданий: «История Самарканда» в двух томах, «История Бухары», «История Хорезма», История Узбекской ССР с древнейших времен до наших дней. Ташкент, 1974, История Каракалпакской АССР в двух томах. Т., 1974. и др.
В последнем издании истории Узбекской ССР И.Муминов был автором нескольких разделов, один из которых был посвящен культуре эпохе Шейбанидов. Муминов отмечал высокое развитие искусства, литературы и культуры эпохи Шейбанидов.
В 1967 году под редакцией И. М. Муминова вышла четырёхтомная «История Узбекской ССР» на узбекском языке. Издание многотомных историй Узбекистана было продолжено только 40 лет спустя.

## Научное сотрудничество
На протяжении своей долгой научной деятельности И. М. Муминов поддерживал научные связи с рядом известных учёных, таких как: С.Айни, Е.Бертельс, А.Конрад, С. П. Толстов, В. Ф. Минорский, Я.Гулямов и др. Научное сотрудничество с С. П. Толстовым проявилось во вкладе И. М. Муминова в фундаментальную монографию «Народы Средней Азии и Казахстана».
И. М. Муминов близко знал и общался с писателями Айбеком, Х.Алимджаном, Г.Гулямом, Шейх-заде, К.Яшеном, а также С.Улуг-зода.
И. М. Муминов близко знал и сотрудничал с такими учёными как: академик АН Киргизской ССР А. А. Алтмышбаевым (1912—1987), Президентом АН Туркменистана академиком Г. А. Чарыевым, академиком АН Таджикской ССР, Президентом АН Таджикской ССР М. С. Асимовым (1920—1996).
И.Муминов был научным консультантом режиссёра Ш.Аббасова при съемках фильма «Абу Рейхан Беруни» в 1973 году.

## Вклад И. М. Муминова в развитие науки в трудах зарубежных учёных
Издания, редактируемые И. М. Муминовым, были высоко оценены за рубежом. Были опубликованы два отзыва на «Историю Самарканда» и Узбекскую советскую энциклопедию, в которых редакторская работа была оценена положительно. Было обращено внимание, что в истории Самарканда немалое место занимает эпоха Тимуридов и в написании истории города использовались местные источники, недоступные для западных учёных.
Книга И. Муминова «Роль и место Амир Темура в истории Средней Азии», опубликованная в 1968 году, вызвала широкий резонанс не только в Советском государстве, но и за рубежом. В апреле 1969 года в Федеративной Республике Германия вышла статья Баймирзы Хаита «Туркистонда Амир Темур хакинда янги фикрлар» (Новые мысли об Амир Тимуре в Туркестане). В статье отмечалось, что И. Муминов смог выйти за рамки советской историографии и показал действительно выдающуюся роль Амир Тимура в истории Средней Азии.
Крупный специалист по проблемам тюрко-советских исследований, глава центра изучения Средней Азии и директор программы по проблемам советских национальностей при Колумбийском университете (США), профессор Эдвард Оллворс в своей книге «Современные узбеки. Культурная история с четырнадцатого века до настоящего времени» пишет, о том, что спустя пятьдесят лет после периода, когда туркестанские джадиды почитали Амир Тимура, один из наиболее выдающихся учёных-академиков Советского Узбекистана и Центральной Азии второй половины XX века Ибрагим Муминов (1908—1974) произвёл переоценку его личности. Он привёл ряд аргументов в пользу о конструктивности личности Амир Тимура в Среднеазиатской и Европейской истории. Отмечал, что Амир Тимур обладал выдающимися способностями как полководец и как покровитель науки и организатор возрождения экономической жизни страны.
Известный французский учёный Оливер Руа подчеркивал, что в условиях негативного отношения Советской власти к личности Амир Тимура, академик Ибрагим Муминов предпринял попытку его реабилитации, что вызвало отрицательную реакцию центральных властей.
Австралийский ученый Г. Убирия отмечал, что известный советский узбекский историк И. Муминов попытался реабилитировать основателя Тимуридской империи, но был встречен жёсткой критикой со стороны центральных властей и учёных.
Роль И.Муминова как организатора советской философской науки в Узбекистане была предметом исследования европейских исследователей.
Биографические статьи о И. Муминове были опубликованы в Большой Советской энциклопедии, 2 издание, Казахской советской энциклопедии 1976 года, а также Туркменской Советской энциклопедии.

## Смерть
Скончался 22 июля 1974 года в Ташкенте. Похоронен в Ташкенте на Чигатайском мемориальном кладбище.

## Награды
Дважды награждён орденом Ленина, дважды орденом Трудового Красного знамени (16.01.1950, 1954), орденом «Знак почета» (01.03.1965) и медалями СССР: «За доблестный труд в Великой Отечественной войне» и др.
В 1970 году И. Муминов был награждён Памятной настольной медалью «За выдающийся вклад в пропаганду научных знаний». С. И. Вавилов. Всесоюзное общество «Знание».
В 2003 году И. М. Муминов указом Президента Республики Узбекистан И.А. Каримова был награждён орденом «Буюк хизматлари учун» (посмертно).

## Ученики
- Музаффар Хайруллаев, академик АН Республики Узбекистан.
- Эркин Юсупов, академик АН Республики Узбекистан, член-корреспондент АН СССР.
- Саид Шермухаммедов, академик АН Республики Узбекистан, министр просвещения Узбекской ССР.
- Мубин Баратов, академик АН Республики Узбекистан.
- Наим Гойибов, профессор, доктор философских наук. Председатель Гостелерадио Узбекской ССР (1988-1990), Министр культуры Узбекской ССР (1990-1992), Чрезвычайный и Полномочный посол Республики Узбекистан в Исламской Республике Пакистан (1994-1997).
- Вахидов, Хамид Пазылович — Участник ВОВ, доктор философских наук, профессор, Заслуженный юрист, деятель науки Республики Узбекистан (1925 г.).
- Аманулла Файзуллаев, доктор философских наук.

Среди студентов, обучавшихся у И.Муминова можно выделить академика, будущего президента АН Таджикской ССР М.Асимова, и будущего руководителя Узбекской ССР — Ш.Рашидова.

## Семья
- сын Мухтар Ибрагимович Муминов, доктор-физико-математических наук, профессор. Жена Л.Муминова.
- сын Акрам Ибрагимович Муминов, доктор медицинских наук, профессор, заслуженный деятель науки Узбекской ССР. Жена Люция Валеева.
- сын Ахтам Ибрагимович Муминов, доктор физико-математических наук, профессор. Жена Сайера Шарафовна Рашидова.
- дочь Зульфия Ибрагимовна Муминова, кандидат медицинских наук. Муж Ш.Касымов.

## Память
Имя И. М. Муминова носят улицы в Ташкенте, Самарканде и Бухаре. Институту философии и права АН РУз, основанного И. М. Муминовым, с 1975 года было присвоено его имя. Его именем были названы школы в Бухаре и Шафиркане. В 2016 году Институт философии и права, основанный И.Муминовым был закрыт по решению властей.

## Избранные произведения
- Философские взгляды Мирзы Абдулкадыра Бедиля. Самарканд: УзГу, 1946. 113 с.
- Из истории общественной и философской мысли Узбекистана конца XIX и начала XX века [Текст] / И. Муминов, чл.-кор. Акад. наук УзССР. Самарканд: изд. и тип. УзГУ, 1949,72 с.
- К вопросам истории развития общественно-философской мысли в Узбекистане (XIX-начала XX вв.) // Труды Узбекского университета. Новая серия. Вып.54. Самарканд, 1954;
- Очерки по истории философской и общественно-политической мысли народов СССР. Т. 1,2. М., 1955—1956;
- Из истории развития общественно-философской мысли в Узбекистане конца XIX и начала XX вв. Отв. ред. М. Вахабов. Ташкент: Госиздат УзССР, 1957.
- Философские взгляды Мирзы Бедиля. Ташкент, 1958;
- Великий энциклопедист из Хорезма. Ташкент, 1973.
- Расцвет социалистических наций и их сближение: Материалы Науч. сессии. 21-22 июня 1966 г. Отв. ред. акад. И. М. Муминов. АН УзССР. Ташкент: Фан, 1967
- Научный метод познания Беруни // ХXIX Международный Конгресс Востоковедов, доклады советских ученых. Ташкент: «Фан», 1973